# 岩松明純
岩松 明純（いわまつ あきずみ）は、室町時代後期から戦国時代にかけての武将。

## 略歴
上野国国人・金山城主・岩松家純の長男として誕生。
父・家純が関東へ下向した後も京に留まり、室町幕府8代将軍・足利義政に仕えた。文明3年（1471年）、関東へ下向、上杉氏陣営に合流した。
しかし、文明9年（1477年）に長尾景春が反乱を起こし（長尾景春の乱）、五十子陣が陥落、父と共に金山城へ逃れたが、5月に父に無断で関東管領・上杉顕定から領土加増と引き換えに参陣を約束した為、勘当されて子・尚純を連れて顕定の居城・鉢形城へ退去した。後に尚純は家老の横瀬国繁・成繁父子の説得で金山城へ戻り、家純の後継者になるが、明純は許されなかった。
明応4年（1495年）、横瀬成繁から主導権を奪い返すために尚純と共に成繁のいる金山城を攻めたが敗退、古河公方・足利成氏の仲介で尚純は隠居させられ、孫・昌純が擁立され、成繁が権力を握った。その後の行方は分かっておらず、60歳で死去したと言われているが定かではない。